# حلاوة الدنيا (مسلسل)
حلاوة الدنيا مسلسل مصري درامي إجتماعي عرض في شهر رمضان 2017 و الجزء التاني عرض في 1 يونيو 2019.

## قصة المسلسل
مأخوذ عن مسلسل مكسيكي تدور أحداث المسلسل في إطار درامي حول "أمينة" التي تعيش مع أمها وجدتها وأختها الصغرى وتكتشف قبيل موعد زواجها أنها مريضة باللوكيميا لتتغير في هذه اللحظة كل ما كانت ترتب له، وتبدأ في إعادة النظر في علاقتها بمن حولها، فقد تركها خطيبها خاصة في ظل وقوع عدد من المشاكل مع أختها من أبيها "شهد"، تتعرف بعدها على "سليم" رجل أعمال مصاب بورم سرطاني في الدماغ وتنشأ بينهم علاقة حب تنتهي بالزواج ويتصارعان سويّاً مع المرض وينتصران عليه.

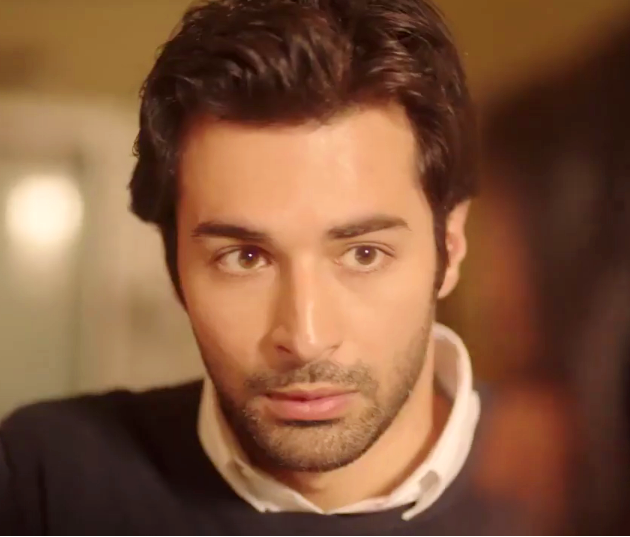
أحمد حاتم في دور حسن

## أبطال العمل
الجزء الأول
- ظافر العابدين (سليم)
- هند صبري( أمينة)
- أنوشكا (أم أمينة)
- سلمي أبو ضيف (عليا)
- نهى عابدين (شهد)
- حنان مطاوع ( سارة)
- غادة طلعت
- رجاء الجداوي (زوزو)
- مصطفى فهمي (عم أمينة)
- هاني عادل (عمر)
- عايدة رياض (عزة أم شهد)
- أحمد حاتم (حسن)

الجزء التاني
- هند صبري (أمينة/رانيا)
- ظافر العابدين (سليم/علي)
- معاذ نبيل (محمد)
- رانيا ملاح (إيناس)
- مراد مكرم (أحمد)
- ياسمين صبري (عبير)
- عبد القادر صباهي (اركز)
- نهال عنبر (قديمة/أمينة)
- صبري عبد المنعم (قديم/سليم)
- ريهام حجاج (كارمن/نهلة)
- ريم مصطفى (بالابي)
- أميرة نايف ( ايند)

## الإنتقادات التي طالت العمل
هاجمت المغنية الفلسطينية ريم بنا العمل وقالت أنها أصيبت بالاكئتاب لكونها تعيش تجربة مرض سرطان الثدي فسرت أسباب غضبها من المسلسل، مؤكدة أنه لا يجوز نقل حالة مريض السرطان بهذا الشكل؛ لأن الأمر محبط للغاية، ويقودهم إلى الموت رغماً عنهم.
وعدت أن الدور الذي لعبته هند صبري فشل ولم يكن مقنعًا كما وجهت رسالة إلى مرضى السرطان أكدت فيها أن المسلسل لا ينقل الواقع أو الحقيقة، وليس صحيحاً أنه في حال عاد المرض مرة أخرى ستكون هذه هي النهاية.